# 邱冠周
邱冠周（1949年2月2日—），男，广东梅州大埔人，矿物工程专家，中国工程院院士，中南大学教授，曾任中南工业大学副校长、中南大学副校长。

## 生平
- 1949年2月2日，出生于广东梅州大埔。
- 1966年8月至1970年11月，就读于梅州大埔中学。
- 1970年12月至1972年8月，就职于广东韶关大宝山铜冶炼厂，曾任冶炼工人、冶炼车间主任。
- 1972年，被推荐到位于韶关的广东矿冶学院矿物工程系矿物加工专业学习。在校期间，于1974年2月加入中国共产党。后于1976年3月毕业。
- 1978年3月至1978年8月，就职于广东韶关大宝山球团厂，曾任副厂长。
- 1978年至1987年就读于中南工业大学矿物加工工程专业，获硕士、博士学位。
- 1988年毕业后留校工作，曾任中南工业大学矿物工程系副系主任、系主任、副校长。
- 2011年，当选中国工程院化工、冶金与材料工程学部院士[2] [3]。

## 成就
邱冠周长期从事中国低品位、难处理金属矿产加工处理研究，在细粒及硫化矿物浮选分离和铁矿直接还原领域取得显著成果。

### 低品位硫化矿生物浸出
构建了中国第一个浸矿微生物资源库，奠定了研究的菌种基础；利用基因芯片技术，发明了快速检测浸矿微生物种类及其浸矿功能的定量化方法。研究成果已在赞比亚谦比希铜矿以及中国江西德兴铜矿、云南官房铜矿等地得到应用。

### 细粒矿物浮选
应用扩展的DLVO理论，提出细粒浮选的“粗粒效应”模型；系统研究了粗细粒级最适尺寸与配比，为用常规设备实现细粒浮选提供理论依据。研究成果在广西大厂、湖北大冶和广东凡口等矿山推广应用。

### 多金属硫化矿电位调控浮选
针对复杂多金属硫化矿资源综合利用，提出利用腐蚀电位原理计算复杂硫化矿浮选体系相互反应最终混合电位的方法，并提出实现电位调控浮选的“低电位、少药、快选”工业化思路。

### 铁矿细磨精选和直接还原
发明了以非焦煤作为还原剂的铁矿球团一步高温直接还原法。研究出集粘结、放热、催化功能于一体的球团粘结剂，开发出与之匹配的铁矿细磨精选及球团制备技术，建立了快速升温、快速还原的回转窑热工体系。